# Portmore United Football Club
Maillots
Le Portmore United Football Club est un club jamaïcain de football basé à Portmore.

## Historique
- 2003 : le club est renommé Portmore United (il se nommait auparavant Hazard United)

## Palmarès
- Championnat des clubs caribéens de la CONCACAF (2)
  - Vainqueur : 2005 et 2019

- Championnat de Jamaïque (7)
  - Champion : 1993, 2003, 2005, 2008, 2012, 2018, 2019

- Coupe de Jamaïque (4) 
  - Vainqueur : 2000, 2003, 2005, 2007
  - Finaliste : 1991, 1997, 2006

## Anciens joueurs
- Chris Dawes
- Onandi Lowe

## Anciens entraîneurs
- Linval Dixon  (2005-2010)